# Бердичевський Георгій Олександрович
Георгій Олександрович Бердичівський (1918—1978) — радянський промисловий діяч, директор Новочеркаського електровозобудівного заводу в 1965—1978 роках. Герой Соціалістичної Праці, лауреат Державної премії СРСР.

## Біографія
Народився 12 грудня 1918 року в місті Ізюмі Харківської області, в родині інженера.
З початком бойових дій Другої світової війни опинився в Ленінграді, куди його батько, будучи родом з Ленінграда і працюючи там керівником великого підприємства, відправив свою сім'ю. У блокаду Георгій Олександрович втратив матір, а сам був евакуйований в м. Пржевальськ, Киргизька РСР.
У 1943 році в Прежевальську закінчив Миколаївський кораблебудівний інститут, який був туди евакуйований.
Трудову діяльність розпочав у 1943 році — розподіл молодий інженер Бердичівський отримав у щойно звільнену Одесу в Управління по відновленню — відновлювати морські порти Чорноморського узбережжя. А через кілька років він стає директором судноремонтного заводу в Херсоні.
Незабаром Георгія Бердичівського призначають директором заводу з виготовлення двигунів для підводних човнів імені Магомеда Гаджиєва в Махачкалі, потім він стає секретарем Міськкому КПРС, його силами в Махачкалі створюється радіозавод. Через кілька років стає начальником управління металообробної промисловості Північно-Кавказького управління. У Ростові-на-Дону працював начальником управління електропромисловості, куди входив Новочеркаський електровозобудівний завод.
З жовтня 1965 року очолив Новочеркаський електровозобудівний завод і тринадцять років керував підприємством. При ньому почалася докорінна реконструкція заводу на основі технічної естетики та наукової організації під гаслом «Наш завод − наш дім».
У 1970 році Бердичевський став депутатом Верховної Ради СРСР і очолив роботу секції з транспорту і зв'язку.
У 1971 році Новочеркаський електровозобудівний завод нагороджений орденом Леніна, орден Леніна отримав Г. О. Бердичевський, а в 1974 році отримав високе звання Героя Соціалістичної Праці.
Георгій Олександрович вів активну громадсько-політичну роботу. Неодноразово обирався депутатом міської Ради народних депутатів, членом райкому, міськкому, був членом Ростовського обкому КПРС, членом бюро Новочеркаського бюро міськкому і членом Промислового району партії. Делегат XXIV з'їзду КПРС і депутат Верховної Ради СРСР 8-го скликання.
Помер 11 жовтня 1978 року, похований у Новочеркаську.

## Пам'ять
- На будівлі заводоуправління НЕВЗ встановлена меморіальна дошка з барельєфним портретом, де зазначено: «Тут з 1965 по 1978 р. працював директором заводу Герой Соціалістичної Праці Георгій Олександрович Бердичевський».[2]
- В пам'ять про Бердичевського одна з вулиць міста Новочеркаська названа його ім'ям.

## Нагороди
- Герой Соціалістичної Праці (1974).
- Нагороджений двома орденами Леніна (1971, 1974) і орденом «Знак Пошани» (1966).
- Лауреат Державної премії СРСР в галузі науки і техніки (1974).
- Також нагороджений медалями.